# Aleksandr Rodimtsev
Aleksandr Ilitj Rodimtsev (russisk: Александр Ильич Родимцев) (18. maj 1905 – 13. april 1977) var generaloberst i Den Røde Hær under Anden Verdenskrig og deltog i et af verdenshistoriens blodigste slag; Slaget om Stalingrad.

## Militær karriere
Rodimtsev meldte sig i 1920’erne til Den Røde Hær og kæmpede fra 1936-37 i Den Spanske Borgerkrig med andre Sovjetfrivillige. De kæmpede sammen med andre internationale styrker for at støtte den lovligt valgte republikanske regering mod Francisco Franco og fascisterne. For sin indsats blev han første gang belønnet med æresbevisningen Sovjetunionens Helt.
I 1939 færdiggjorde han en uddannelse på Militærakademiet Frunse, hvorefter han 1940 deltog i Vinterkrigen mellem Finland og Rusland. Sovjet kom sejrrigt men svækket ud af krigen, og Adolf Hitler besluttede at indlede Operation Barbarossa; Nazi-Tysklands planlagte invasion af Sovjetunionen.

## Anden Verdenskrig
I den første tid af den tyske hærs invasion kæmpede Rodimtsev bl.a. i Slaget ved Kiev, og i 1941 fik han kommandoen over 13. Riffeldivision i 62. Armé.

### Slaget om Stalingrad
Hans taktiske forståelse og snarrådighed var en væsentlig årsag til, at tyske tropper blev forhindret i at etablere et holdepunkt på det strategisk vigtige Mamajev Kurgan-højdedrag og Jernbanestation Nr. 1 – dette på trods af, at 13. Riffeldivision var i undertal og havde betydeligt ringere udstyr. Kampene var så blodige, at kun 320 ud af divisionens oprindelige 10.000 mænd overlevede slaget, men på grund af deres indsats kunne et mere stabilt forsvar opbygges, og den sovjetiske 62. Armé under ledelse af Vasilij Tjujkov undgik et katastrofalt nederlag.
Rodimtsevs mod var vidt anerkendt, og han var stærkt beundret af sine mænd. Hans indsats i Slaget om Stalingrad gav ham sin anden udmærkelse som Sovjetunionens Helt.

### Øvrig krigsdeltagelse
Efter Stalingrad fik Rodimtsev kommandoen over 32. Riffelkorps, som bl.a. inkluderede 13. Riffeldivision, og deltog 1943 i slaget ved Kursk, hvor de kæmpede mod en SS-panserenhed. Rodimtsevs korps var en del af Steppefronten, som var under ledelse af General Ivan Konev. Konev var sammen med Georgij Zjukov Sovjetunionens ledende frontgeneraler.
Desuden deltog Rodimtsev i Operation Bagration; kodenavnet for den russiske offensiv i 1944, der drev de tyske tropper ud af Hviderusland og den østlige del af Polen.

## Efter Anden Verdenskrig
Da krigen sluttede, blev han udnævnt til næstkommanderende for Det Østsibiriske Militærdistrikt. Senere var han militærattaché i Albanien, før han atter fik en post som næstkommanderende i Det Nordlige Militærdistrikt. Rodimtsev døde den 13. april 1977 og er begravet i Moskva.

## Udmærkelser
1937 og 1945 blev han tildelt udmærkelsen Sovjetunionens Helt, og tre gange blev han belønnet med Leninordenen. Andre æresbevisninger inkluderer bl.a. Oktoberrevolutionens orden, Røde Fane-ordenen (fire gange), Røde Stjerne-ordenen, Medalje for Forsvaret af Stalingrad. Desuden modtag han adskillige ordner og udmærkelser fra udenlandske regeringer og institutioner.